# Liste der Baudenkmäler in Elsenfeld
Auf dieser Seite sind die Baudenkmäler in dem unterfränkischen Markt Elsenfeld zusammengestellt. Diese Tabelle ist eine Teilliste der Liste der Baudenkmäler in Bayern. Grundlage ist die Bayerische Denkmalliste, die auf Basis des Bayerischen Denkmalschutzgesetzes vom 1. Oktober 1973 erstmals erstellt wurde und seither durch das Bayerische Landesamt für Denkmalpflege geführt wird. Die folgenden Angaben ersetzen nicht die rechtsverbindliche Auskunft der Denkmalschutzbehörde.

## Ensembles

### Ensemble Hauptstraße
Das Ensemble umfasst die historische Hauptstraße einer seit neuerer Zeit weit ausgedehnten Industriegemeinde. Der langgestreckte schmale Straßenzug ist mit ehemaligen Ackerbürger- und Handwerkerhäusern, darunter schmalen Dreiseithof-Anlagen, nahezu geschlossen bebaut. Die Häuser, meist Giebelbauten, in der Regel mit Krüppelwalm, entstammen dem 17. bis frühen 19. Jahrhundert Die Obergeschosse zeigen zum Teil Fachwerk oder es wird dieses in jüngster Zeit gerade freigelegt. Im Nordteil der Hauptstraße überragt die katholische Pfarrkirche von 1767 mit ihrem eindrucksvollen Barockturm das Ensemble. Im gleichen Bereich setzt das ehemalige Pastoratshaus, ein barocker Mansarddachbau, einen besonderen Akzent. Umgrenzung: Hauptstraße 6, 8, 10, 12–51, 53, 55, Haus zwischen 44 und 46, Nebengasse 1, 2, Rathausgasse 1. Aktennummer: E-6-76-121-1.

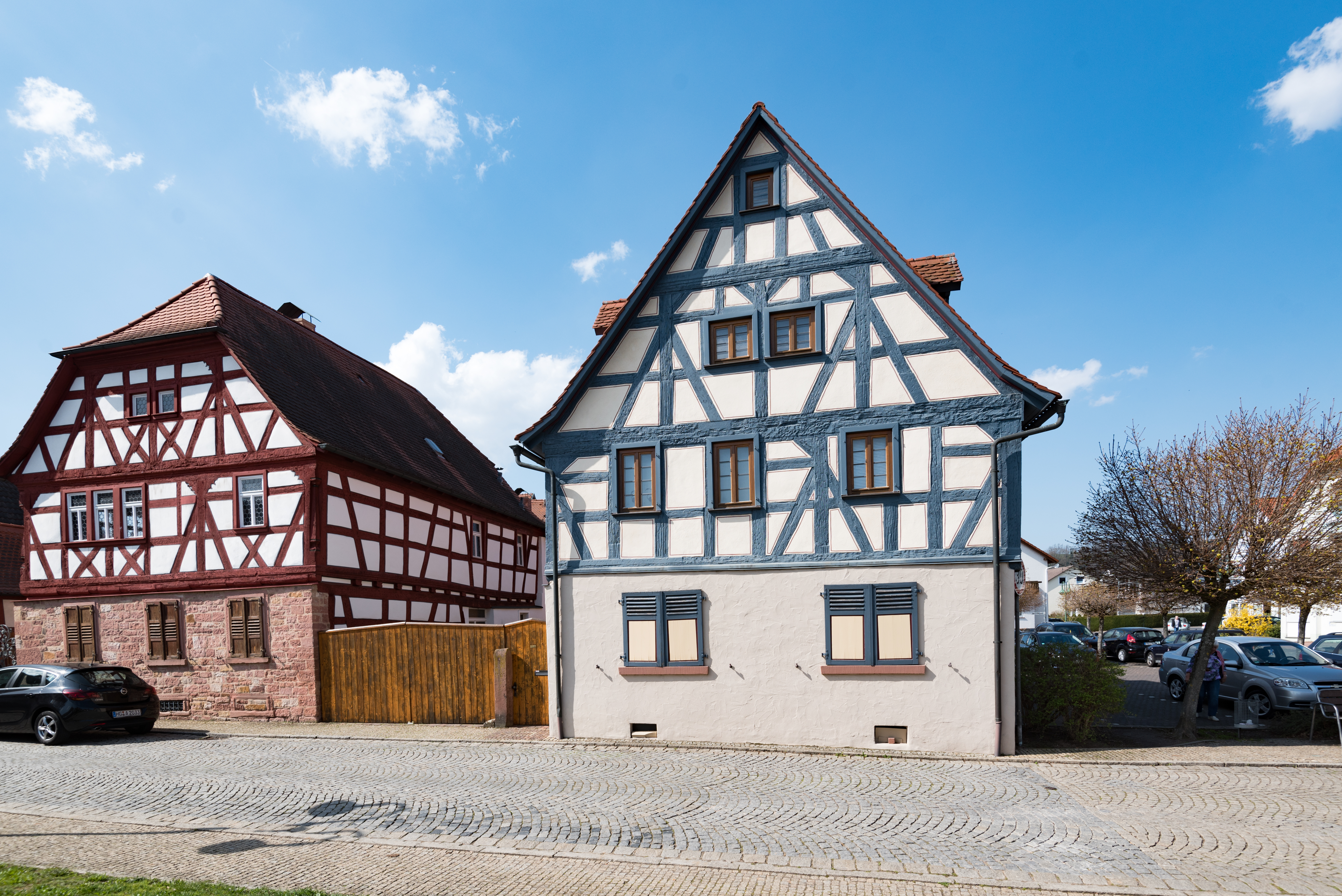
Hauptstraße 8 und 6
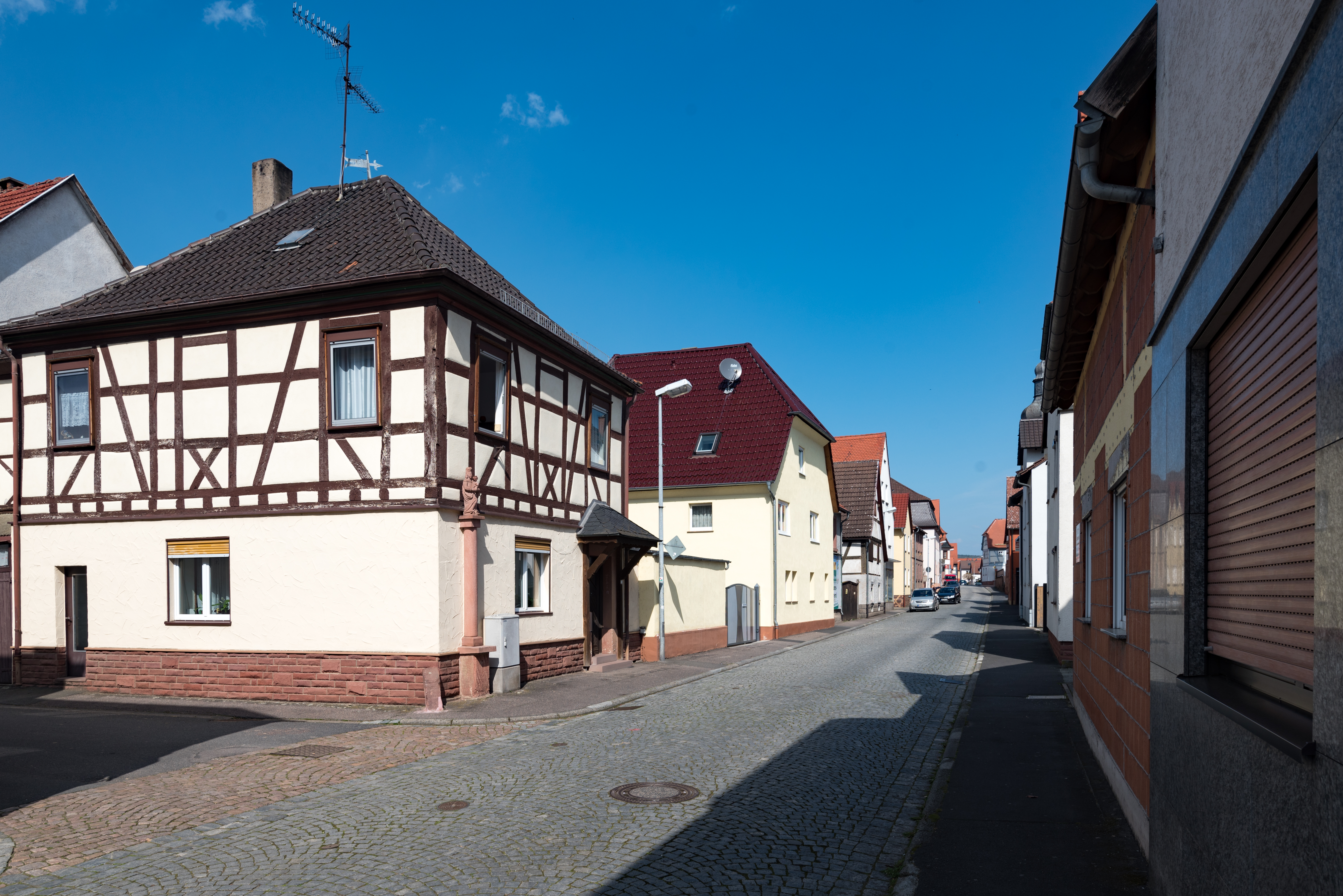
Hauptstraße, Ansicht von Süden Nähe Nr. 30
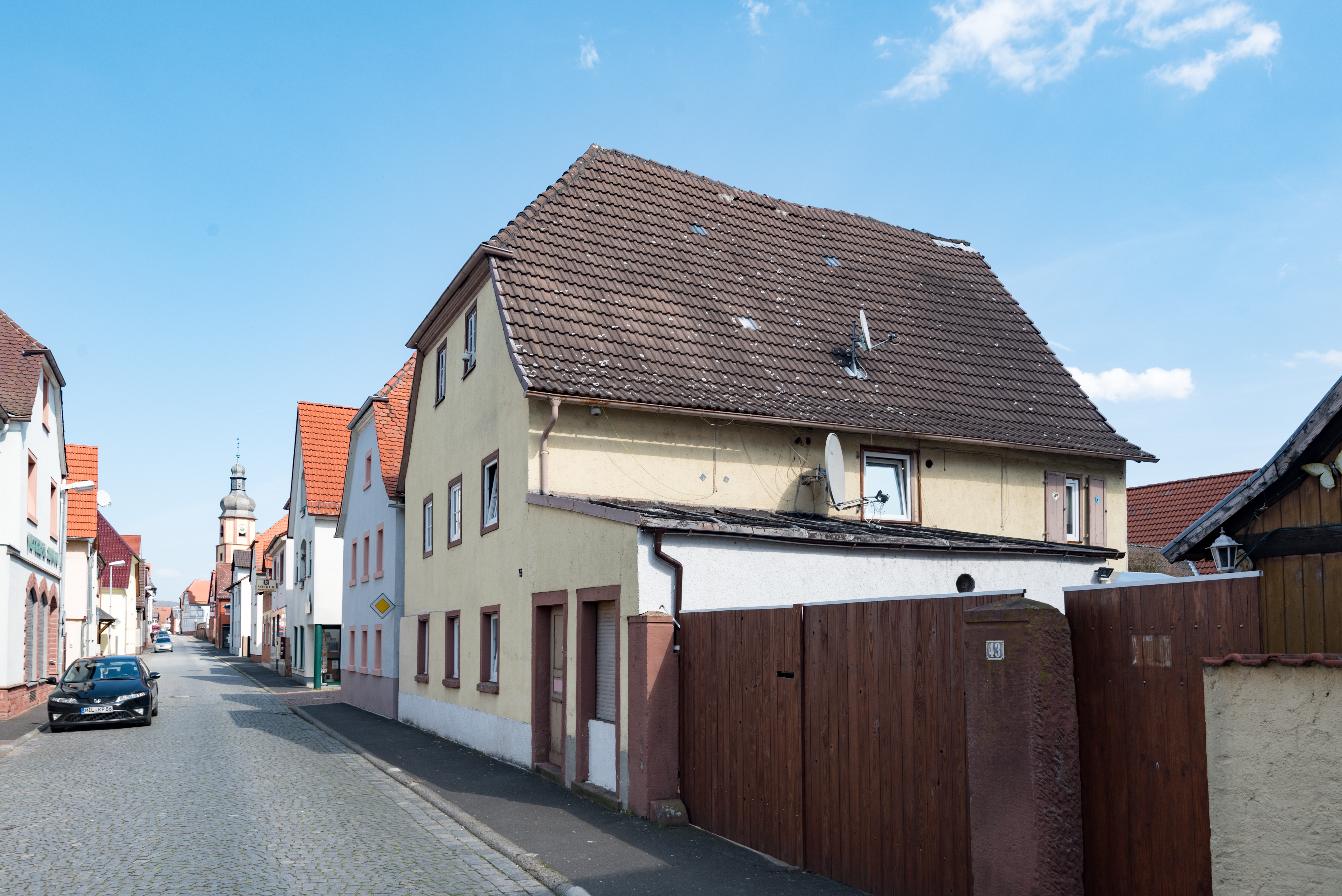
Hauptstraße, Ansicht von Süden Nähe Nr. 43
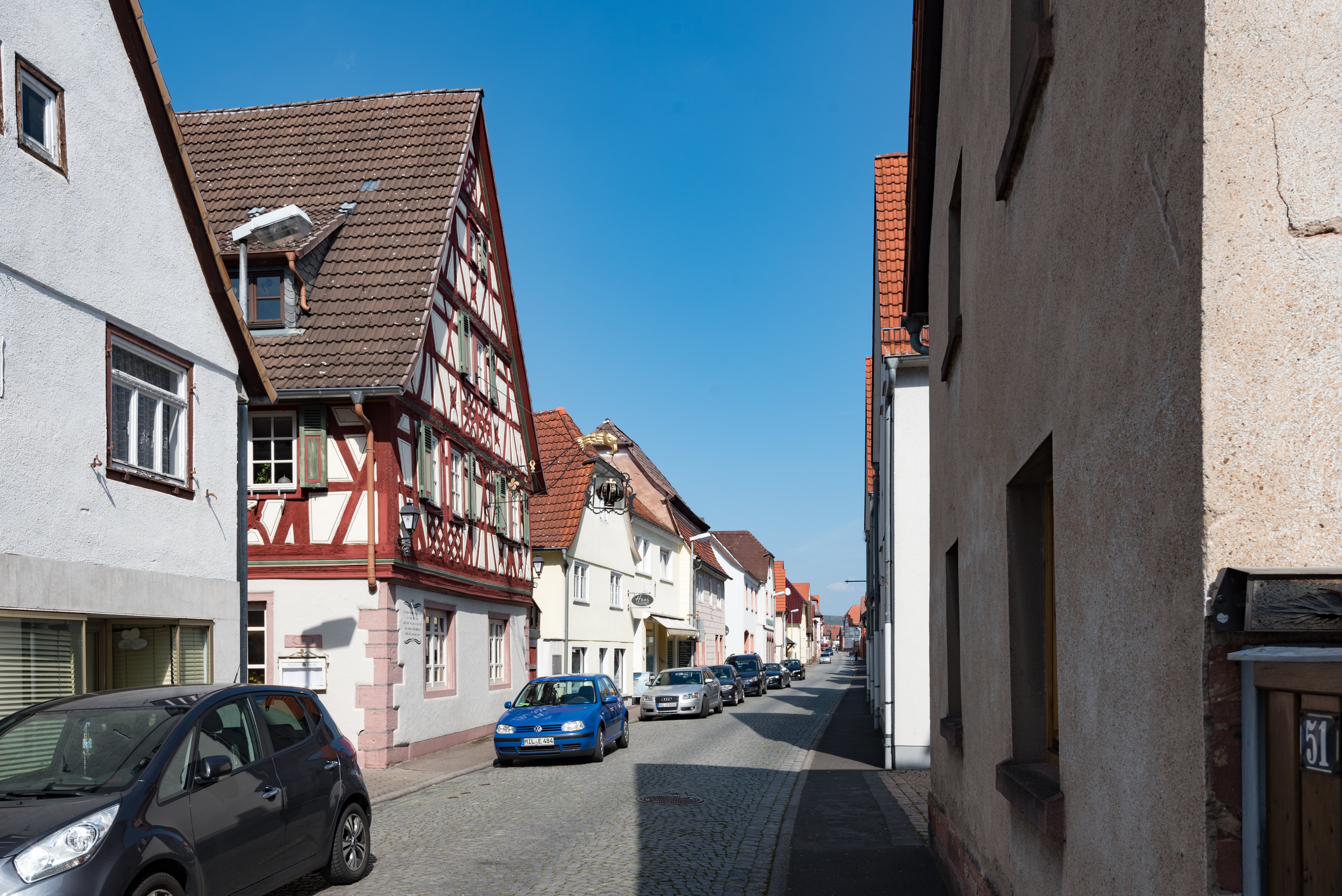
Hauptstraße, Ansicht von Süden Nähe Nr. 44

## Baudenkmäler nach Gemeindeteilen

### Elsenfeld
| Lage                            | Objekt                                            | Beschreibung | Akten-Nr.              | Bild                     |
| ------------------------------- | ------------------------------------------------- | --- | ---------------------- | ------------------------ |
| Adam-Zirkel-Straße 6 (Standort) | Bildsäule                                         | Inschriftpostament mit Säule und freiplastischer Pietà, Sandstein, bezeichnet 1724 oder 1774, erneuert | D-6-76-121-1 Wikidata  | Bildsäule                |
| Hauptstraße 8 (Standort)        | Ehemaliger Gasthof                                | Gasthaus, giebelständiger zweigeschossiger Halbwalmdachbau mit Sichtfachwerkobergeschoss, Erdgeschoss teilweise durch Sandsteinquadermauerwerk ersetzt, 18. Jahrhundert | D-6-76-121-2 Wikidata  | weitere Bilder           |
| Hauptstraße 8 (Standort)        | Ehemaliger Gasthof                                | Nebengebäude, giebelständiger schmaler eingeschossiger Satteldachbau, Fachwerk teilweise durch Sandsteinmauerwerk ersetzt., 18./19. Jahrhundert | D-6-76-121-2 Wikidata  | weitere Bilder           |
| Hauptstraße 10 (Standort)       | Wohnhaus                                          | giebelständiges zweigeschossiges teilweise verputztes Fachwerkhaus mit Satteldach, 18. Jahrhundert, Erdgeschoss verändert | D-6-76-121-3 Wikidata  | weitere Bilder           |
| Hauptstraße 17 (Standort)       | Wohnhaus                                          | zweigeschossiger einseitiger Halbwalmdachbau mit Sichtfachwerkobergeschoss in Ecklage, um 1800, Erdgeschoss verändert | D-6-76-121-4 Wikidata  | weitere Bilder           |
| Hauptstraße 18 (Standort)       | Ehemaliges katholisches Pfarrhaus                 | freistehender Mansardwalmdachbau über hohem Kellergeschoss, verputztes Mauerwerk mit symmetrischer Fassadengestaltung, um 1767 | D-6-76-121-5 Wikidata  | weitere Bilder           |
| Hauptstraße 19 (Standort)       | Katholische Pfarrkirche St. Ubaldis und Gertrudis | Saalbau mit eingezogenem Dreiseitchor und Satteldach, vorgestellter Fassadenturm mit oktogonalem Obergeschoss, verschieferter welscher Haube und Laterne, seitliche Treppentürme mit Kegeldächern, Putzfassade mit Sandsteingliederungen und Portal mit Figurennische, barock, bezeichnet 1767; mit Ausstattung | D-6-76-121-6 Wikidata  | weitere Bilder           |
| Hauptstraße 19 (Standort)       | Ehemalige Friedhofsmauer                          | 18. Jahrhundert | D-6-76-121-6 Wikidata  | Ehemalige Friedhofsmauer |
| Hauptstraße 19 (Standort)       | Kruzifix                                          | Sandstein, bezeichnet 1817 | D-6-76-121-6 Wikidata  | Kruzifix                 |
| Hauptstraße 19 (Standort)       | Sarkophag                                         | Sandstein, 12. Jahrhundert | D-6-76-121-6 Wikidata  | Sarkophag                |
| Hauptstraße 19 (Standort)       | Grabmal                                           | Tischsockel mit Kruzifix, Sandstein, bezeichnet 1823 | D-6-76-121-6 Wikidata  | BW                       |
| Hauptstraße 21 (Standort)       | Ehemaliges Bauernhaus                             | jetzt Museum, giebelständiges zweigeschossiges Fachwerkhaus mit Sandsteinfassade im Erdgeschoss und Krüppelwalmdach, bezeichnet 1751 | D-6-76-121-7 Wikidata  | weitere Bilder           |
| Hauptstraße 21 (Standort)       | Zaunpfosten                                       | mit Kugelbekrönung, Sandstein, bezeichnet 1753 | D-6-76-121-7 Wikidata  | weitere Bilder           |
| Hauptstraße 30 (Standort)       | Mariensäule                                       | Sandstein, 18. Jahrhundert, erneuert | D-6-76-121-10 Wikidata | weitere Bilder           |
| Hauptstraße 38 (Standort)       | Wohnhaus                                          | traufständiges zweigeschossiges verkleidetes Fachwerkhaus mit hohem Mansardkrüppelwalmdach, Erdgeschoss teilweise massiv erneuert mit Sandsteinrahmungen, 2. Hälfte 18. Jahrhundert | D-6-76-121-11 Wikidata | weitere Bilder           |
| Hauptstraße 44 (Standort)       | Gasthaus                                          | giebelständiger zweigeschossiger Satteldachbau mit reichem Zierfachwerkobergeschoss, bezeichnet 1807, im Kern 18. Jahrhundert | D-6-76-121-12 Wikidata | weitere Bilder           |
| Marienstraße (Standort)         | St. Nepomuk-Statue                                | Inschriftsockel mit Figur des hl. Johann Nepomuk, farbig gefasster Sandstein, barock, 18. Jahrhundert | D-6-76-121-18 Wikidata | St. Nepomuk-Statue       |
| Marienstraße (Standort)         | Wappentafel                                       | mit Beschlagwerkornament, Rest der ehemaligen Elsavabrücke, Renaissance, Sandstein, bezeichnet 1574 | D-6-76-121-18 Wikidata | Wappentafel              |
| Mühlweg 14 (Standort)           | Mühle                                             | Wohnhaus, zurückliegender zweigeschossiger Halbwalmdachbau, verputzte Fassade mit Sandsteingliederung und Rundbogenportal, 1614 | D-6-76-121-14 Wikidata | Mühle                    |
| Mühlweg 14 (Standort)           | Mühle                                             | Remise, traufständiger Halbwalmdachbau mit Durchfahrt, Fachwerk über hohem Sandsteinsockel, 1601 | D-6-76-121-14 Wikidata | BW                       |
| Nähe Marienstraße (Standort)    | Wappenstein                                       | in Zusammenhang mit der Bewässerungsanlage Dammswiese errichtet, Sandstein, 1756, Erneuerung und Umsetzung 1977 | D-6-76-121-8 Wikidata  | BW                       |

### Eichelsbach
| Lage                            | Objekt                               | Beschreibung | Akten-Nr.              | Bild |
| ------------------------------- | ------------------------------------ | --- | ---------------------- | ---- |
| Elsenfelder Straße (Standort)   | Wegweiser                            | Wegweiser mit zwei Pfeilschildern nach Himmelthal und Sommerau sowie Rück und Elsenfeld, Firma Rexroth, Eisenguss, bezeichnet 1892 | D-6-76-121-51          | BW   |
| Elsenfelder Straße 1 (Standort) | Katholische Filialkirche St. Barbara | Saalkirche mit eingezogenem Dreiseitchor und Krüppelwalmdach, achtseitiger verschieferter Giebelreiter mit Glockendach, verputztes Mauerwerk mit Werksteingliederungen, barock, 1750/51; mit Ausstattung. 1930/31 Erweiterung nach Osten um 7 Meter. | D-6-76-121-19 Wikidata | BW   |
| Höhenstraße 7 (Standort)        | Einfriedung                          | mit vermauerten Spolien | D-6-76-121-21 Wikidata | BW   |
| Höhenstraße 7 (Standort)        | Gartenmauer                          | mit dachförmiger Mauerkrone, unverputzter Sandstein, 18. Jahrhundert, Bildnische, Sandstein, 19. Jahrhundert mit aufgesetzter Heiligenfigur 'St. Anna', Sandstein, 18. Jahrhundert                                                                   | D-6-76-121-21 Wikidata | BW   |
| Höhenstraße 7 (Standort)        | Reliefaufsatz                        | vermauert, mit liegender Figur, Sandstein, 18. Jahrhundert | D-6-76-121-21 Wikidata | BW   |
| Höhenstraße 14 (Standort)       | Bildstock                            | Inschriftsockel mit Pfeiler und Reliefaufsatz 'Marienkrönung' unter Draperie mit Cherub, Sandstein, bezeichnet 1810, Aufsatz Ende 18. Jahrhundert | D-6-76-121-20 Wikidata | BW   |
| Obere Höhe (Standort)           | Postament                            | mit Pfeiler und Kreuztonnendach-Reliefaufsatz 'Kreuzschlepper / Pietà / Kreuzigungsgruppe', Sandstein, 18. Jahrhundert | D-6-76-121-37 Wikidata | BW   |
| Sommerauer Weg (Standort)       | Bildstock                            | Säule mit Kreuztonnendach-Nischenaufsatz und Relief 'Pietà' sowie Kreuzbekrönung, Sandstein, bezeichnet 1616 | D-6-76-121-36 Wikidata | BW   |
| Ziegeläcker (Standort)          | Flurkapelle                          | kleiner Rechteckbau mit offener Vorhalle auf Holzstützen unter einem Satteldach, unverputzter Sandsteinquaderbau mit rundbogigen Werksteinrahmungen, bezeichnet 1905                                                                                 | D-6-76-121-35 Wikidata | BW   |

In der Aufstellung fehlt das 'Hochkreuz im Kinzbachgrund', Waldabteilung "Dicker Schlag", von 1881 (restauriert 2017).

### Himmelthal
| Lage                                                                         | Objekt                                          | Beschreibung | Akten-Nr.              | Bild                                            |
| ---------------------------------------------------------------------------- | ----------------------------------------------- | --- | ---------------------- | ----------------------------------------------- |
| Himmelthal (Standort)                                                        | Fluraltar                                       | fragmentierter Tischsockel und Retabel mit Konsole für die Monstranz sowie Schweifgiebel mit Relief 'Auge Gottes', Sandstein, barock, 18. Jahrhundert | D-6-76-121-32 Wikidata | BW                                              |
| Kloster Himmelthal 1; Elsava; Himmelthaler Mühlgraben; Himmelthal (Standort) | Ehemaliges Zisterziensernonnenkloster 1232–1567 | Kameralhof 1601–1626, Jesuitenkolleg 1626–1773, landwirtschaftl. Gut 1773–1972, seitdem Ausbildungsstätte | D-6-76-121-22          | weitere Bilder                                  |
| Kloster Himmelthal 1; Elsava; Himmelthaler Mühlgraben; Himmelthal (Standort) | Ehemaliges Zisterziensernonnenkloster 1232–1567 | Katholische Klosterkirche St. Sebastian, Saalkirche mit eingezogenem flach schließendem langem Mönchschor, Walmdach mit achtseitigem verschiefertem Dachreiter mit Zwiebelhaube, verputztes Mauerwerk mit zurückhaltenden Werksteinrahmungen, bezeichnet 1753, im Kern mittelalterlich; mit Ausstattung | D-6-76-121-22 Wikidata | Ehemaliges Zisterziensernonnenkloster 1232–1567 |
| Kloster Himmelthal 1; Elsava; Himmelthaler Mühlgraben; Himmelthal (Standort) | Ehemaliges Zisterziensernonnenkloster 1232–1567 | Konventbau, in Verlängerung des Langhauses stehender dreigeschossiger Walmdachbau, verputztes Mauerwerk mit Werksteinrahmungen und Figurennische, bezeichnet 1758 | D-6-76-121-22 Wikidata | BW                                              |
| Kloster Himmelthal 1; Elsava; Himmelthaler Mühlgraben; Himmelthal (Standort) | Ehemaliges Zisterziensernonnenkloster 1232–1567 | Ostflügel, sogenannter Nonnenbau, langgestreckter zweigeschossiger Satteldachbau, verputztes Mauerwerk mit Werksteinrahmungen, nördlicher Teil bezeichnet 1713, südlicher Teil bezeichnet 1737 und 1761, im Kern romanisch/gotisch 13.–16. Jahrhundert                                                  | D-6-76-121-22 Wikidata | BW                                              |
| Kloster Himmelthal 1; Elsava; Himmelthaler Mühlgraben; Himmelthal (Standort) | Ehemaliges Zisterziensernonnenkloster 1232–1567 | südliche Ökonomiegebäude, zweigeschossiger Torbau mit Krüppeldach, bezeichnet 1737 und anschließende Reihung eingeschossiger Satteldachbauten, bezeichnet 1682, verändert | D-6-76-121-22 Wikidata | Ehemaliges Zisterziensernonnenkloster 1232–1567 |
| Kloster Himmelthal 1; Elsava; Himmelthaler Mühlgraben; Himmelthal (Standort) | Ehemaliges Zisterziensernonnenkloster 1232–1567 | Ehemaliges Forsthaus, traufständiger zweigeschossiger Satteldachbau, unverputzter Sandstein, bezeichnet 1744, Aufstockung 19. Jahrhundert | D-6-76-121-22 Wikidata | Ehemaliges Zisterziensernonnenkloster 1232–1567 |
| Kloster Himmelthal 1; Elsava; Himmelthaler Mühlgraben; Himmelthal (Standort) | Ehemaliges Zisterziensernonnenkloster 1232–1567 | Mühle, teilweise über den Mühlbach errichteter zweigeschossiger Halbwalmdachbau in Verbindung mit dem Forsthaus, unverputztes Sandsteinmauerwerk, 1853 | D-6-76-121-22 Wikidata | BW                                              |
| Kloster Himmelthal 1; Elsava; Himmelthaler Mühlgraben; Himmelthal (Standort) | Ehemaliges Zisterziensernonnenkloster 1232–1567 | Nördliche Ökonomiegebäude, winkelförmiger eingeschossiger Walmdachbau und wappengeschmückte Tordurchfahrt mit Zwerchdach, bezeichnet 1744 / 1745 | D-6-76-121-22 Wikidata | Ehemaliges Zisterziensernonnenkloster 1232–1567 |
| Kloster Himmelthal 1; Elsava; Himmelthaler Mühlgraben; Himmelthal (Standort) | Ehemaliges Zisterziensernonnenkloster 1232–1567 | Backhaus, schmaler eingeschossiger Satteldachbau, 19. Jahrhundert mit älteren Mauerteilen | D-6-76-121-22 Wikidata | BW                                              |
| Kloster Himmelthal 1; Elsava; Himmelthaler Mühlgraben; Himmelthal (Standort) | Ehemaliges Zisterziensernonnenkloster 1232–1567 | Kelterhaus, eingeschossiger Walmdachbau, unverputzter Sandstein, bezeichnet 1761 | D-6-76-121-22 Wikidata | BW                                              |
| Kloster Himmelthal 1; Elsava; Himmelthaler Mühlgraben; Himmelthal (Standort) | Ehemaliges Zisterziensernonnenkloster 1232–1567 | Erdgeschossreste eines Gebäudes jenseits der Elsava, Sand- und Backstein, 19. Jahrhundert, im Kern älter | D-6-76-121-22 Wikidata | BW                                              |
| Kloster Himmelthal 1; Elsava; Himmelthaler Mühlgraben; Himmelthal (Standort) | Ehemaliges Zisterziensernonnenkloster 1232–1567 | Kloster- und Gartenmauer mit mehreren Rundbogentoren, Mitte 18. Jahrhundert, im Kern teilweise mittelalterlich | D-6-76-121-22 Wikidata | Ehemaliges Zisterziensernonnenkloster 1232–1567 |
| Kloster Himmelthal 1; Elsava; Himmelthaler Mühlgraben; Himmelthal (Standort) | Ehemaliges Zisterziensernonnenkloster 1232–1567 | Drei Bogenbrücken, Sandstein, 18./19. Jahrhundert | D-6-76-121-22 Wikidata | Ehemaliges Zisterziensernonnenkloster 1232–1567 |

### Neuhof
| Lage                    | Objekt  | Beschreibung | Akten-Nr.              | Bild |
| ----------------------- | ------- | --- | ---------------------- | ---- |
| Gut Neuhof 1 (Standort) | Gutshof | Vierseithof: Wohngebäude, zwei in Flucht stehende eingeschossige Satteldachbauten mit hohem Kellersockel, unverputztes Sandsteinmauerwerk mit Werksteinrahmungen, 2. Hälfte 19. Jahrhundert, im Kern 18. Jahrhundert, Ökonomiegebäude, eingeschossiger Dreiflügeltrakt mit Satteldach, unverputztes Sandsteinmauerwerk mit Werksteinrahmungen, im Mitteltrakt großer gewölbter Kuhstall mit Säulen, 2. Hälfte 19. Jahrhundert, im Kern 18. Jahrhundert | D-6-76-121-23 Wikidata | BW   |
| Gut Neuhof 1 (Standort) | Gutshof | Rest eines Hoftores mit Pforte und vermauerter Wappenstein, Sandstein, 18. Jahrhundert | D-6-76-121-23 Wikidata | BW   |

### Rück
| Lage                            | Objekt                                | Beschreibung | Akten-Nr.              | Bild           |
| ------------------------------- | ------------------------------------- | --- | ---------------------- | -------------- |
| Elsavatalstraße 47 (Standort)   | Ehemaliges Pfarrhaus                  | zweigeschossiger Walmdachbau, Johann Adam Rüppel, 1928 | D-6-76-121-33 Wikidata | BW             |
| Kirchgasse 1 (Standort)         | Katholische Kirche St. Johann Baptist | Saalkirche mit fluchtendem Dreiseitchor, Satteldach mit achtseitigem verschiefertem Giebelreiter und Zwiebelhaube, verputztes Mauerwerk mit Sandsteingliederungen und Portalfassade mit Figurennischen, Johann Martin Schmitt, barock, 1750–1760; mit Ausstattung | D-6-76-121-25 Wikidata | weitere Bilder |
| Schippacher Straße 2 (Standort) | Bauernhaus                            | zweigeschossiger Satteldachbau (ehemals mit Schopfwalm) mit Zierfachwerkobergeschoss, 18. Jahrhundert, massives Erdgeschoss 19. Jahrhundert, verändert | D-6-76-121-26 Wikidata | Bauernhaus     |

### Schippach
| Lage                                                  | Objekt                                              | Beschreibung | Akten-Nr.              | Bild                             |
| ----------------------------------------------------- | --------------------------------------------------- | --- | ---------------------- | -------------------------------- |
| Mechenharder Straße 21 (Standort)                     | Bauernhaus                                          | giebelständiger zweigeschossiger Satteldachbau mit Fachwerkobergeschoss, verputztes Erdgeschoss mit Sandsteinkanten und -rahmungen über hohem unverputztem Kellersockel, 1788 | D-6-76-121-28 Wikidata | Bauernhaus                       |
| Mechenharder Straße 25 (Standort)                     | Alte Katholische Pfarrkirche St. Antonius von Padua | Saalkirche mit fluchtendem Dreiseitchor, Satteldach mit achtseitigem verschiefertem Dachreiter und Zwiebelhaube, verputztes Mauerwerk mit Werksteinkanten und -rahmungen, bezeichnet 1752; mit Ausstattung | D-6-76-121-29 Wikidata | weitere Bilder                   |
| Mechenharder Straße 25 (Standort)                     | Kreuzigungsgruppe                                   | Tischsockel mit Kruzifix, Sandstein, 1. Hälfte 20. Jahrhundert, Assistenzfiguren modern hinzugefügt | D-6-76-121-29 Wikidata | Kreuzigungsgruppe                |
| Nähe Kreisstraße MIL 34 (Standort)                    | Bildstock                                           | Inschriftsockel mit Säule und Kreuzdach-Reliefaufsatz 'hl. Petrus / Madonna / Kruzifix', und Kreuzbekrönung, Sandstein, Spätrenaissance, bezeichnet 1630 | D-6-76-121-31 Wikidata | BW                               |
| Sankt-Pius-Straße 6 (Standort)                        | Wohnhaus                                            | giebelständiges zweigeschossiges Fachwerkhaus über hohem Sandsteinkellergeschoss, bezeichnet 1726, Dach verändert | D-6-76-121-30 Wikidata | Wohnhaus                         |
| Sankt-Pius-Straße 25; Sankt-Pius-Straße 27 (Standort) | Katholische Pfarrkirche St. Pius                    | Rundbau aus ineinandergreifenden Raumschalen mit indirekt belichtenden Glasfronten und Lichtbändern zum flach geneigtem Pultdach, Schalbeton mit Sandsteinverkleidung, Hans Schädel, 1960 über Fundamenten von 1914/15, oktogonaler Kapellenanbau als Betonskelettanbau mit bemalten Glasflächenfenstern, 1962; mit Ausstattung | D-6-76-121-34 Wikidata | Katholische Pfarrkirche St. Pius |
| Sankt-Pius-Straße 25; Sankt-Pius-Straße 27 (Standort) | Salvatorianerkonvent                                | an die Kirche angeschlossener, gestreckter zweigeschossiger Flachdachbau mit sandsteinverkleidetem Erdgeschoss und verputztem vorkragendem Obergeschoss | D-6-76-121-34 Wikidata | Salvatorianerkonvent             |

## Abgegangene Baudenkmäler
In diesem Abschnitt sind Objekte aufgeführt, die früher einmal in der Denkmalliste eingetragen waren, jetzt aber nicht mehr existieren, z. B. weil sie abgebrochen wurden. Aktennummern in diesem Abschnitt sind ehemalige, jetzt nicht mehr gültige Aktennummern.

| Lage                              | Objekt      | Beschreibung | Akten-Nr.              | Bild        |
| --------------------------------- | ----------- | --- | ---------------------- | ----------- |
| Elsenfeld Nebengasse 2 (Standort) | Wohnhaus    | zweigeschossiges verputztes Fachwerkhaus mit Halbwalmdach in Ecklage, Erdgeschoss teilweise massiv erneuert, um 1800 | D-6-76-121-16 Wikidata | Wohnhaus    |
| Elsenfeld Nebengasse 2 (Standort) | Rückgebäude | hohes zweigeschossiges Fachwerkhaus mit Sandsteinsockel und Satteldach, 18./ frühes 19. Jahrhundert                  | D-6-76-121-16 Wikidata | Rückgebäude |